# Trwam

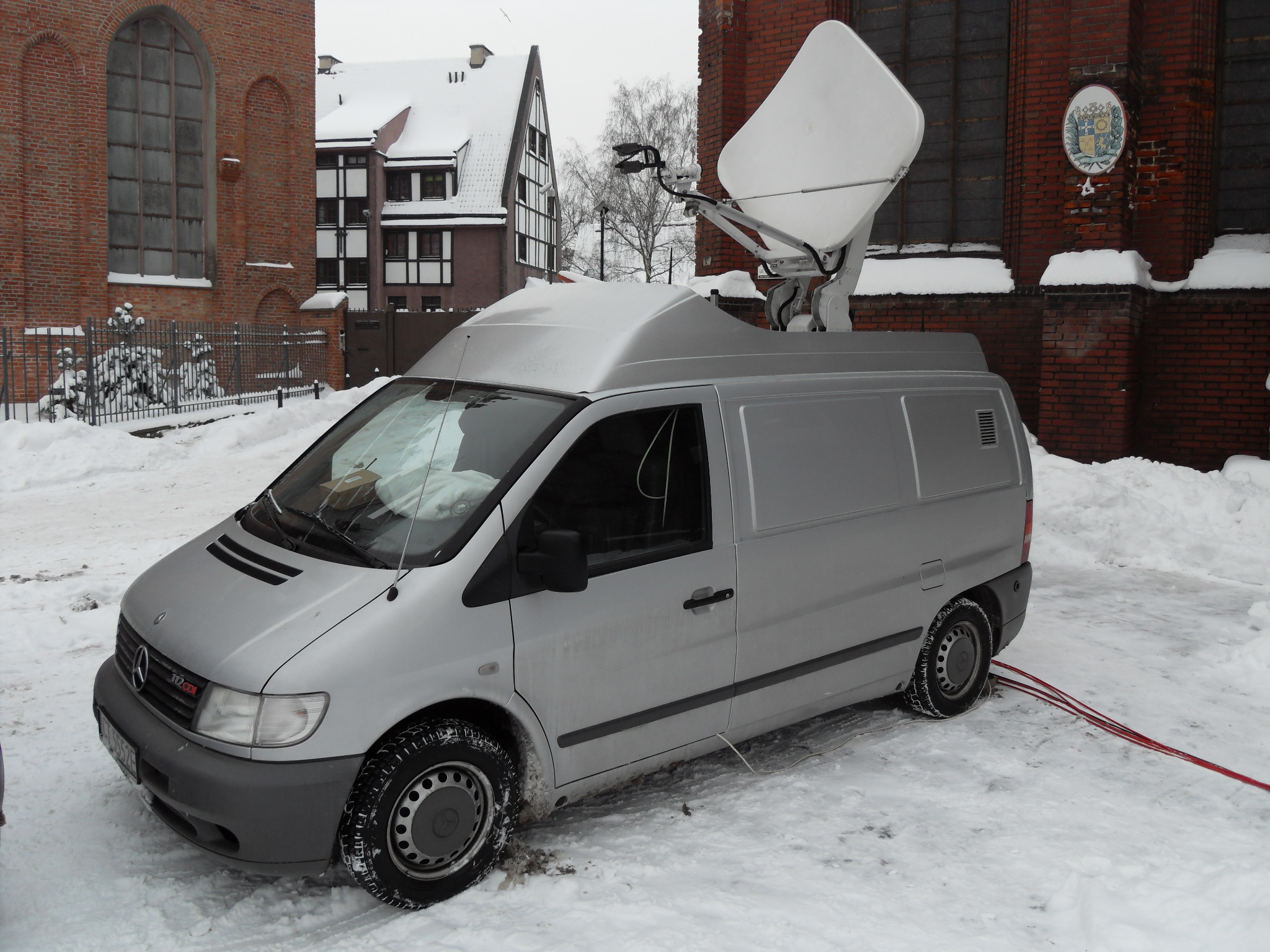
Машина с передатчиком около церкви святой Бригиды Шведской, Гданьск, 2010 год

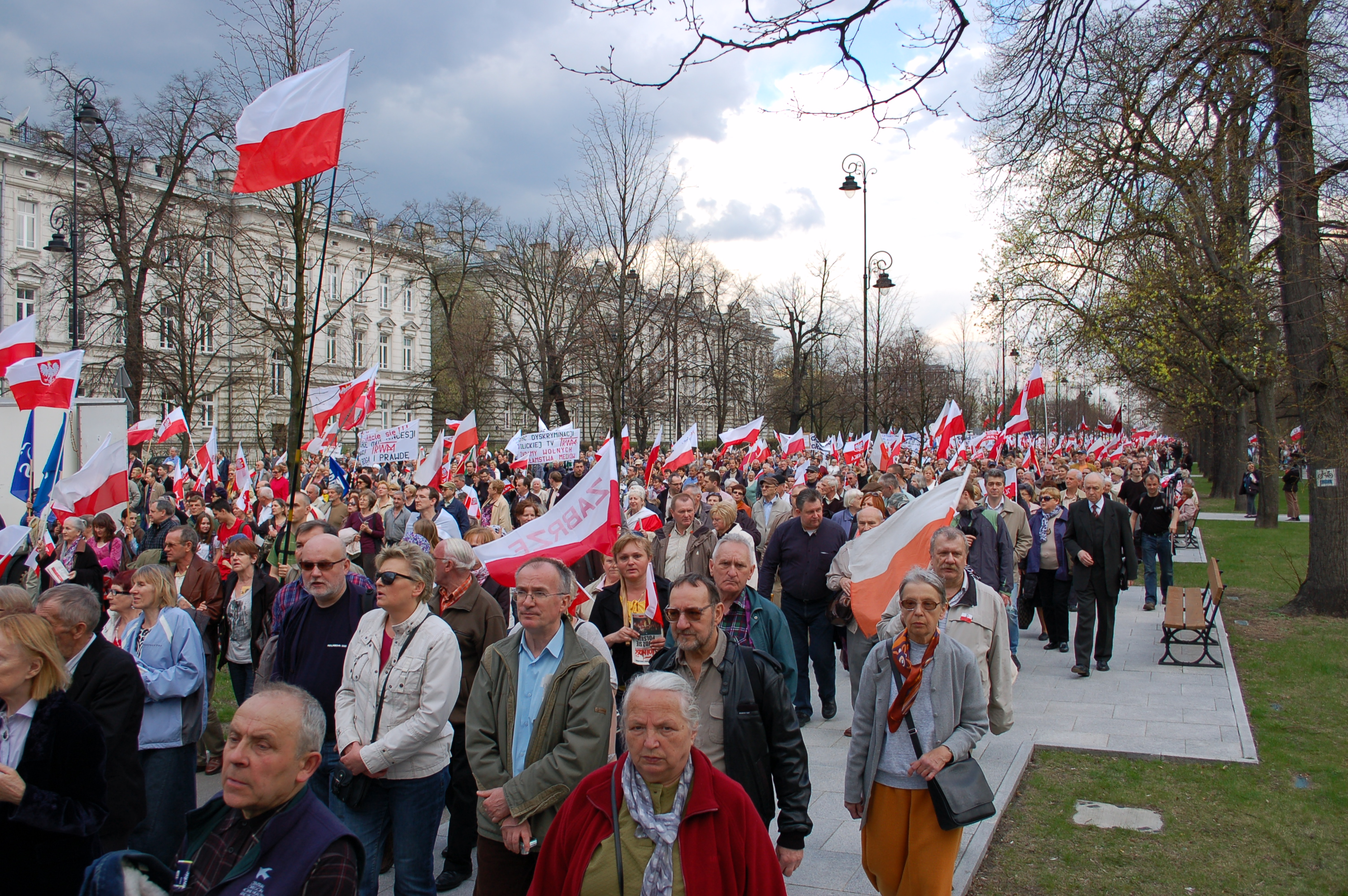
Демонстрация в защиту телеканала «Trwam»

«Trwam», полное наименование «Telewizja Trwam» (в переводе с польского языка «trwam» [tr̥fam] — «я остаюсь») — наименование польского телевизионного канала, зарегистрированного в Варшаве. Содержание программ транслируется на польском языке через интернет, кабельное и спутниковое телевидение и предназначено для католической консервативной аудитории в Польше и заграницей.
Канал имеет собственный телетекст «TRWAM-TEXT» и телевизионные студии в Торуне, Варшаве, Люблине, Чикаго и Оттаве. Чикагский и оттавский филиалы создают новостные программы и передачи, посвящённые культурной и духовной жизни для польской общины в США и Канаде.
Телевизионный канал Trwam был основан 12 июня 2003 года католическим священником из монашеской конгрегации редемптористов Тадеушем Рыдзыком. Владельцем канала является польский фонд «Lux Veritatis».
С 15 сентября 2009 года канал доступен для работы на тестовой платформе TVP. С 3 февраля 2011 года телевизионный канал можно просматривать с iPhone и iPad.
В настоящее время директором телевизионного канала является католический священник Тадеуш Рыдзык. Телевизионный канал придерживается правых политических взглядов. Канал подвергался в Польше неоднократной критике со стороны левых политических партий и движений за свои антисемитские, ксенофобские, националистические и консервативные взгляды. Также канал подвергался критике за поддержку партии «Право и справедливость» во время избирательной кампании 2007 года.
В январе 2012 года Польское телевидение лишило лицензии канал «Trwam» в связи с тем, что большинство филиалов телеканала вовремя не оплатило годовую стоимость за передачу на стандарте DVB-T. 21 апреля 2012 года в Польше в различных городах и населённых пунктах состоялись демонстрации, организованные польской партией «Право и справедливость» в защиту деятельности телевизионного канала. Считается, что в этой акции на всей территории Польши приняло участие около 120 тысяч человек.